# ديميتريوس إيوانيديس
ديميتريوس إيوانيديس هو لاعب كرة قدم يوناني في مركز الوسط، ولد في 13 فبراير 2000 في إسن في ألمانيا. لعب مع فورتونا سيتارد.